# 布哈季卡明山
48°4′11.4″N 24°38′16.6″E / 48.069833°N 24.637944°E

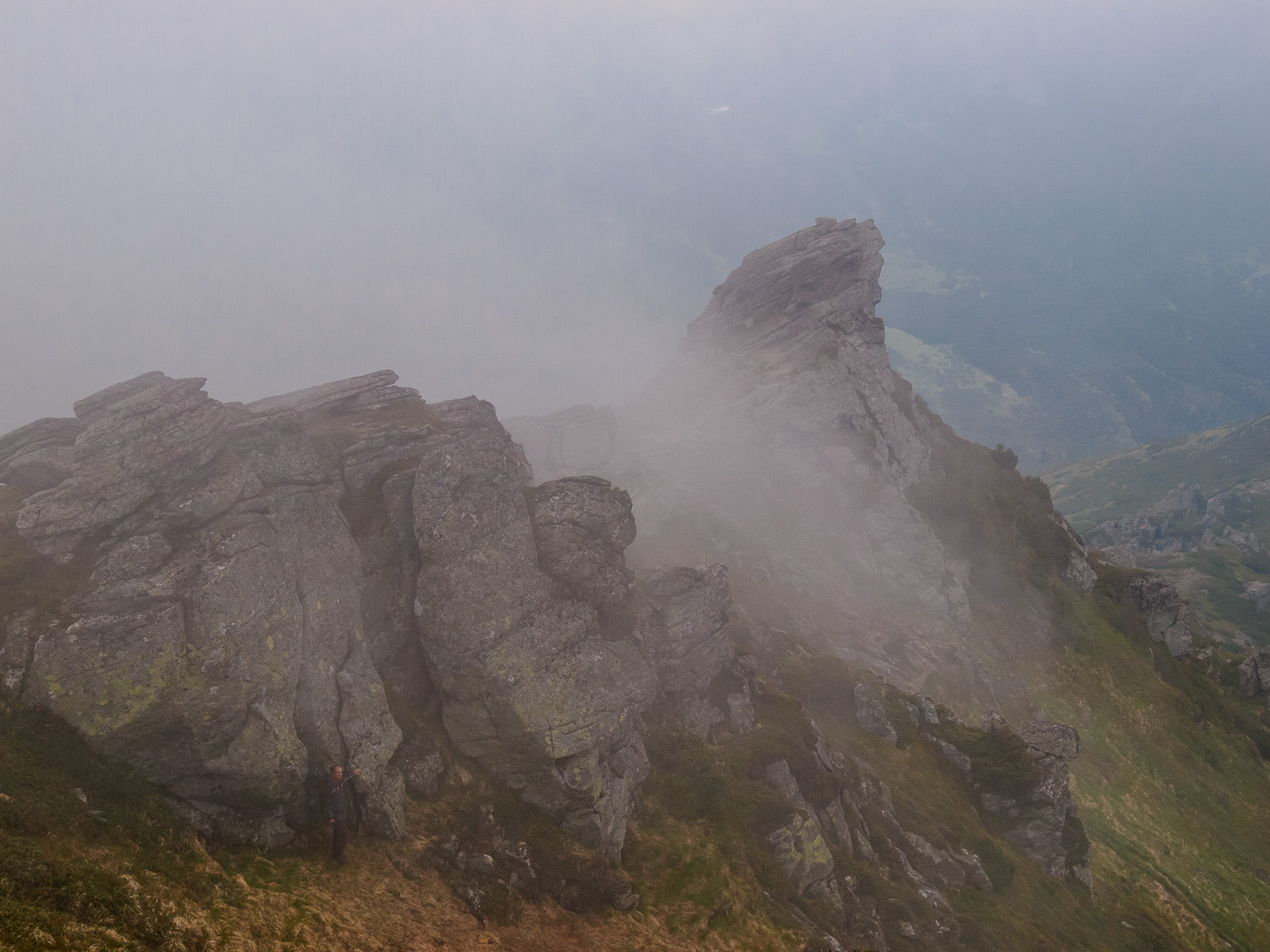

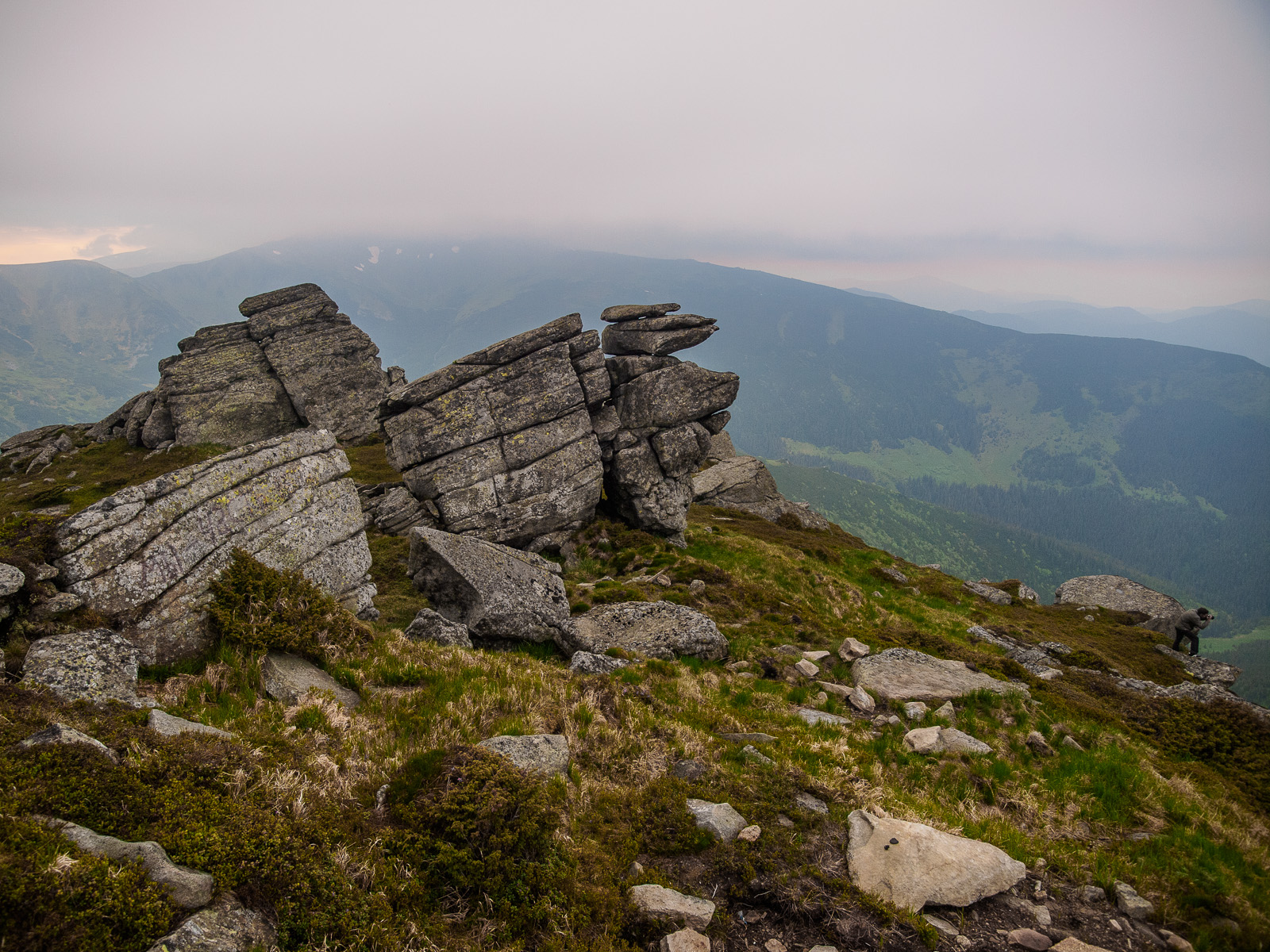

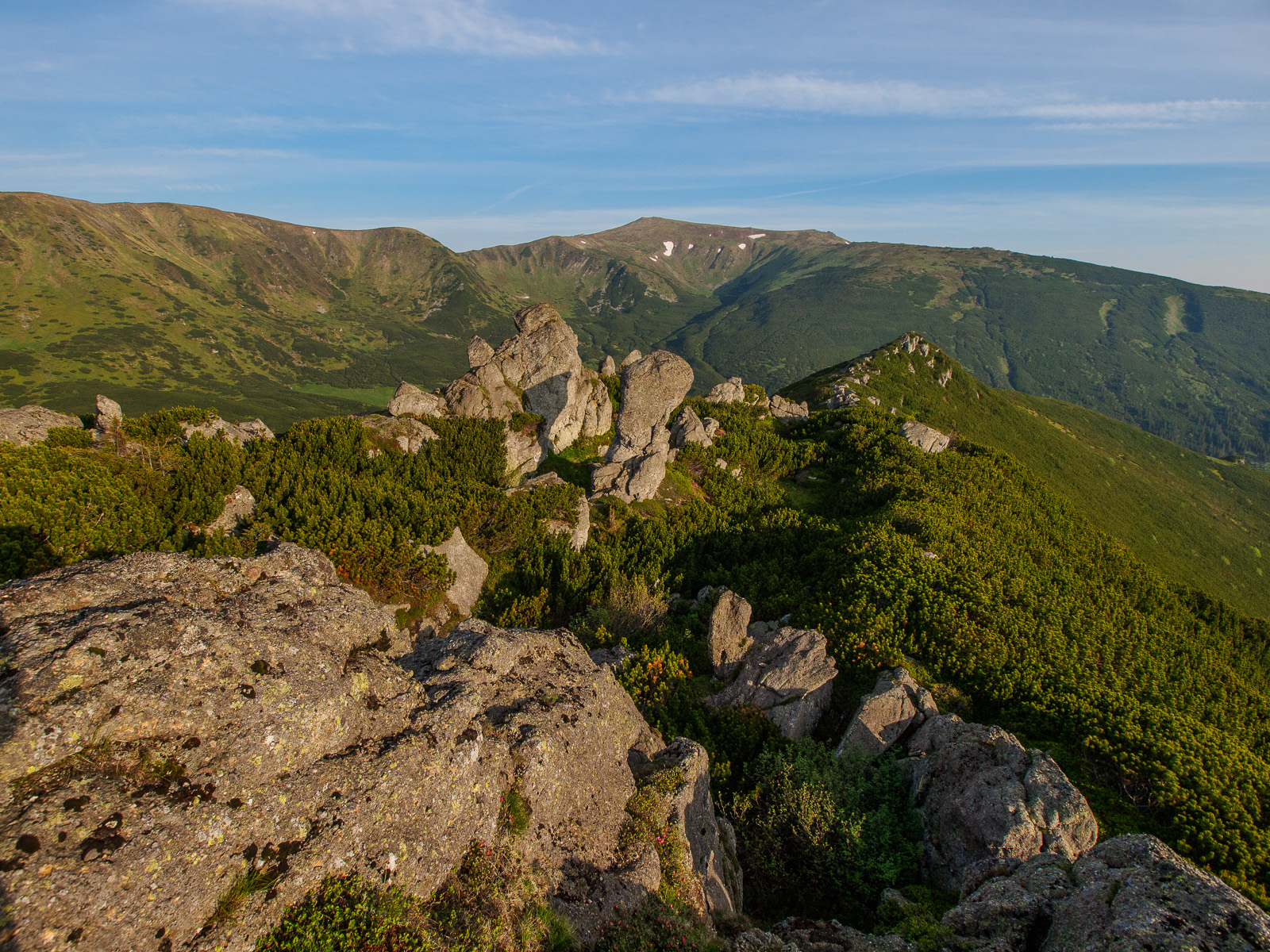

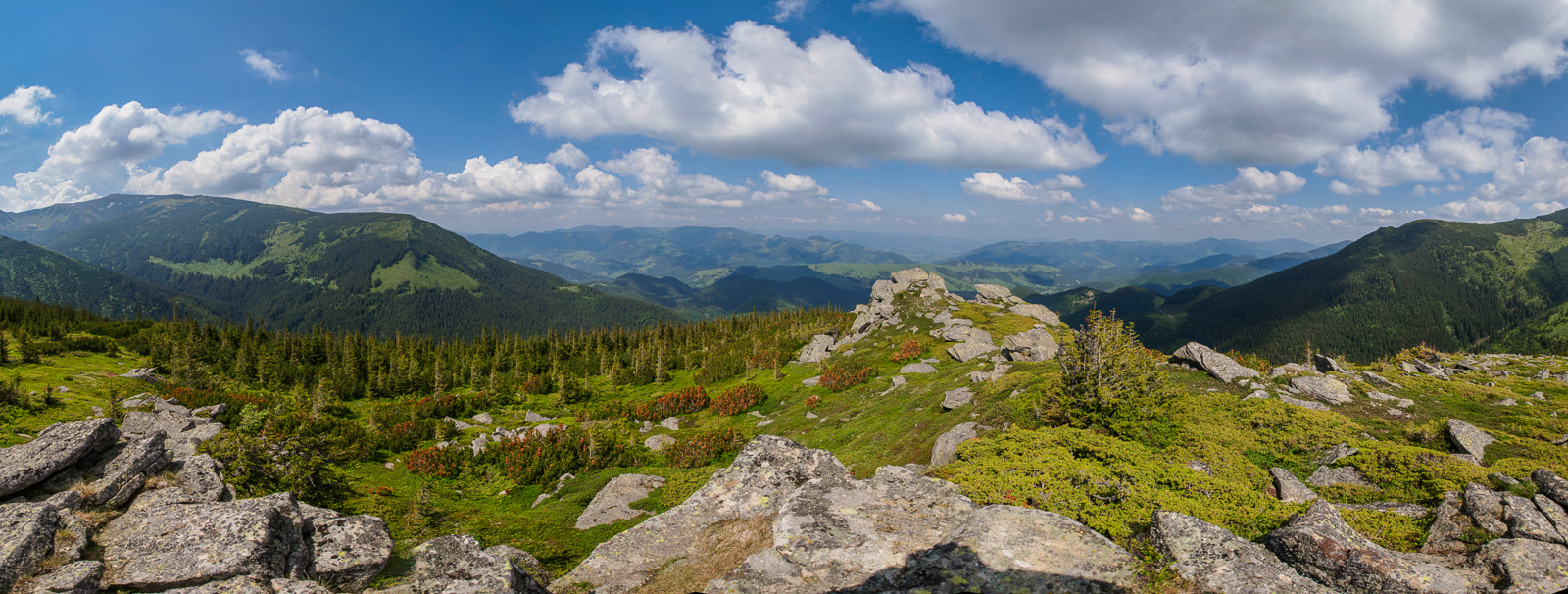

布哈季卡明山是烏克蘭的山峰，位於該國西部伊萬諾-弗蘭科夫斯克州，處於韋爾霍維納區，屬於喬爾諾戈拉山脈的一部分，海拔高度1,864米。